# 吉岡澪皇
吉岡 澪皇（よしおか れお、1996年11月26日 - ）は、日本の元俳優。東京都出身。スターダストプロモーションに所属していた。

## 出演

### テレビドラマ
- MW-ムウ- 第0章〜悪魔のゲーム〜（2009年、日本テレビ）
- 天地人（2009年、NHK） - 豊臣秀頼（少年期） 役
- 交渉人II 第3話（2009年、テレビ朝日） - 里吉春樹 役
- 下流の宴 第2・6話（2011年、NHK） - 福原翔（学生時代） 役
- 絶対零度 〜未解決事件特命捜査〜 Special（2011年、フジテレビ） - 山本基喜（少年期） 役
- 王様の家（2011年、BS朝日） - 平井準 役

### 映画
- アキレスと亀（2008年） - 倉持真知寿（少年期） 役
- ハローグッバイ（2010年） - 柴田快 役
- まほろ駅前多田便利軒（2011年） - 行天春彦（中学生時代） 役